# テティスハドロス
テティスハドロス（学名：Tethyshadros）またはテチスハドロスは、イタリアで発見されたハドロサウルス上科の恐竜の属の一つ。記載前はグリポサウルスと考えられていた。

## 発見

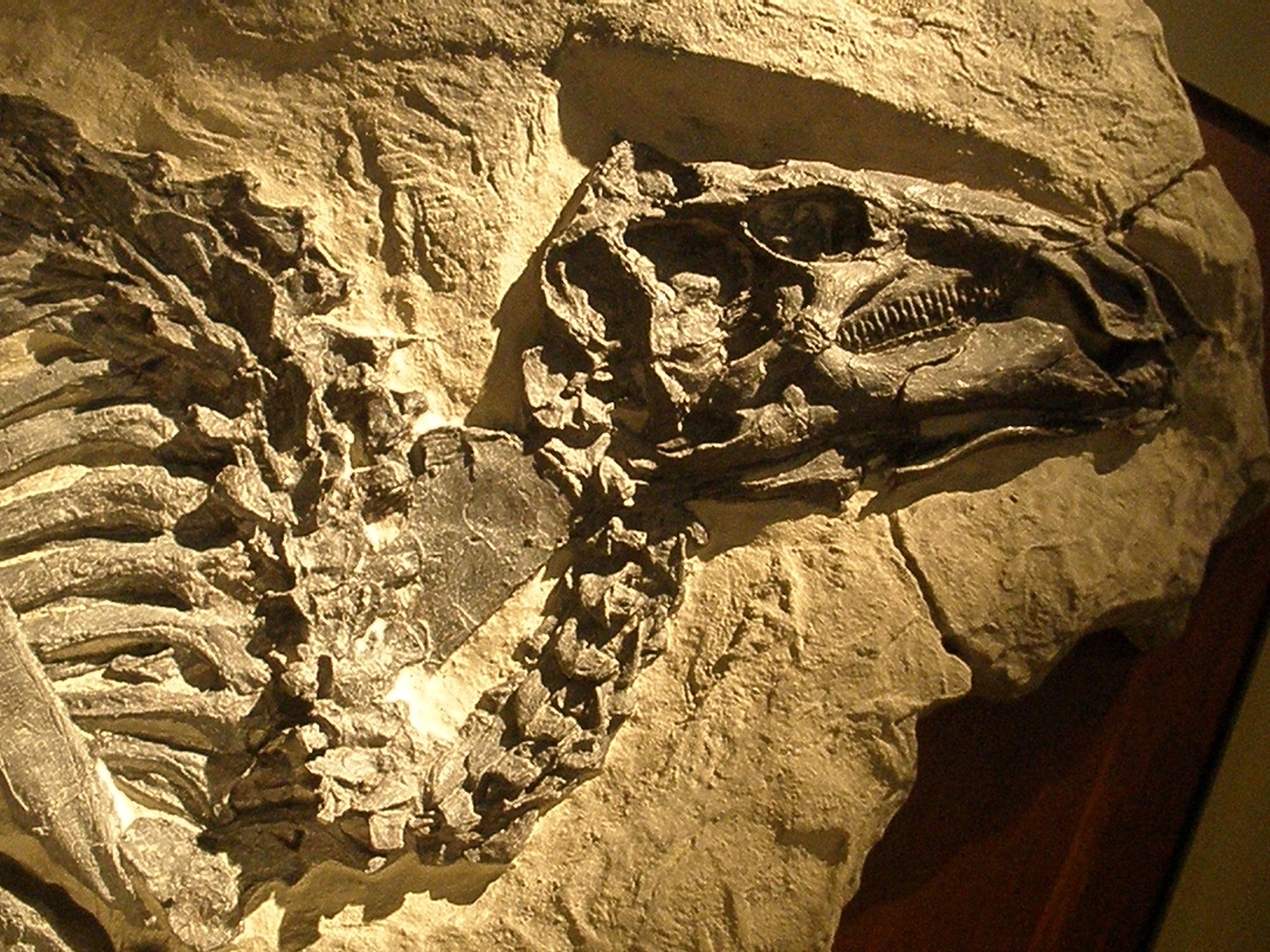
ホロタイプの頭骨と頸骨

テティスハドロスは、イタリアの古生物学者ファビオ・マルコ・ダッラ・ヴェッキア (Fabio Marco Dalla Vecchia) によって、2009年に命名・記載された。 模式種テティスハドロス・インスラリス Tethyshadros insularis 一種のみが知られる。属名はテチス海とハドロサウルス上科に因む。種小名の "insular" はラテン語で島を意味する。本種がヨーロッパ諸島最大の島であったアドリアティック＝ディナリック島で発見されたことに由来する。
テティスハドロスはホロタイプ SC 57021に基づく。これはほぼ完全だが潰れた骨格で、以前は「アントニオ」の愛称で呼ばれていた。 この標本は骨の成長線からすると、5～6歳だったと考えられる。 これはトリエステ県のヴィラッジョ・デル・ペスカトーレ（ドゥイーノ＝アウリジーナの郊外）で発見された。この発掘場所は海の近くの古い採石場で、1980年代にアルチェオ・ターラオ (Alceo Tarlao) とジョルジョ・リモリ (Giorgio Rimoli) によって発見されたものである。地層は、カンパニアンからマーストリヒチアンにかけてのリブルニア累層で、年代は7100万～7000万年前と推定される。「アントニオ」が含まれていたのは厚さが10m、直径は70mのレンズ状層で、1994年、学生タィツィアナ・ブラッツァッティ (Tiziana Brazzatti) はより大きな骨格の前肢の骨を発見した。化石を扱っている会社、ストーンエイジは、化石を回収するために300トンの余計な岩を取り除かなければならなかった。その後、専門的な指導を得るために古生物学者ダッラ・ヴェッキアのもとに持ち込まれた。1999年4月、「アントニオ」が採石場から取り除かれ、その過程でわずかに損傷した。2000年12月まで、この標本は2800時間かけてギ酸を噴霧することで石灰岩を溶かし、徐々に露出した骨を樹脂で保護することによって調製された。テティスハドロスの標本はほかに6つ発見されており、そのうちにのひとつは除去作業中に骨格が崩壊し、そのほかのものは前肢のみが復元された。すべての化石はトリエステ市立自然史博物館に保管されており、イタリア共和国の所有物である。

## 記載

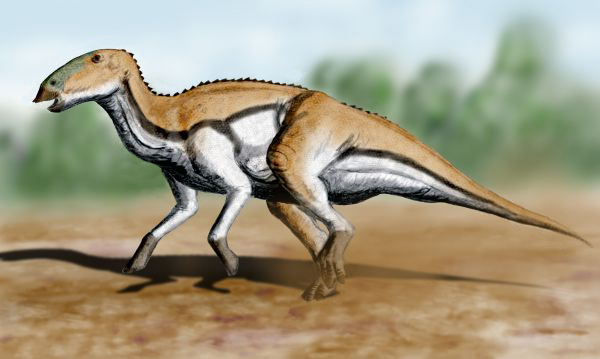
復原図

全長は約4ｍで体重は約350kgと推定される。テティスハドロスは比較的小型の種類で、ヴェッキアによると島嶼性矮小が起こっていたらしい。頭骨は比較的長く、首と尾は短い。このようなプロポーションは、指の本数の減少と共に、二足による走行への適応の結果であると言われている。
テティスハドロスには原始的な形質と派生的な形質の両方が見られる。分岐分析では、ハドロサウルス科とテルマトサウルスに近縁であるとされる。ヴェッキアによると、ヨーロッパの島におけるテティスハドロスの存在は、アジアから島へ渡って来た基盤的ハドロサウルス上科の放散によって引き起こされた結果である。その事は、本種がより古い時代のヨーロッパのハドロサウルス上科や、北米の近縁種から進化したものである可能性を否定するものである。